# Ле-Льє
Ле-Льє (фр. Le Lieu) — громада  в Швейцарії в кантоні Во, округ Юра-Нор-Водуа.

## Географія
Громада розташована на відстані близько 95 км на захід від Берна, 30 км на північний захід від Лозанни.
Ле-Льє має площу 32,5 км², з яких на 3,3% дозволяється будівництво (житлове та будівництво доріг), 34,2% використовуються в сільськогосподарських цілях, 60% зайнято лісами, 2,5% не є продуктивними (річки, льодовики або гори).

## Демографія
2019 року в громаді мешкало 900 осіб (+4,2% порівняно з 2010 роком), іноземців було 15,6%. Густота населення становила 28 осіб/км².
За віковим діапазоном населення розподілялося таким чином: 19,4% — особи молодші 20 років, 57,2% — особи у віці 20—64 років, 23,3% — особи у віці 65 років та старші. Було 421 помешкань (у середньому 2,1 особи в помешканні).
Із загальної кількості 676 працюючих 38 було зайнятих в первинному секторі, 522 — в обробній промисловості, 116 — в галузі послуг.